# Bracław (tỉnh)
Tỉnh Bracław (tiếng Latinh: Palatinatus Braclaviensis; tiếng Ba Lan: Województwo bracławskie; tiếng Ukraina: Брацлавське воєводство, Braclavśke vojevodstvo) là một đơn vị hành chính của Thịnh vượng chung Ba Lan-Litva. Tỉnh được lập ra vào năm 1566 với vị thế một phần của Đại công quốc Litva, tỉnh được chuyển cho Vương quốc Ba Lan vào năm 1569 sau Liên minh Lublin. Sau phân chia Ba Lan vào năm 1793, tỉnh bị Đế quốc Nga chiếm giữ và thay thế bằng Phó vương quốc Bratslav.
Vào năm 1648-57, lãnh thổ của tỉnh là một phần của Quốc gia hetman Cossack sau Khởi nghĩa Khmelnytsky và Hiệp định đình chiến Andrusovo, trong khi vào năm 1672-99, tỉnh trở thành một phần của Ukraina Ottoman, một chư hầu của Đế quốc Ottoman.

## Tổng quan
Cùng với tỉnh Podolia, nó hình thành nên vùng lịch sử Podolia và là một phần của miền Tiểu Ba Lan rộng hơn của Lãnh địa hoàng gia Vương quốc Ba Lan.
Về chính thức, thủ phủ của tỉnh là Braclaw (nay là Bratslav), nhưng các thống đốc (voivode) địa phương cũng cư trú tại Winnica (Vinnytsia). Tỉnh được chia thành huyện Braclaw và huyện Winnica. Bản thân huyện Braclaw được chia thành hai khu—Braclaw và Zwinogrodek (một số nguồn cho rằng có một huyện Zwinogrodek riêng biệt). Năm 1791, Đại Sejm cũng thành lập huyện Boh (tiếng Ba Lan: powiat nadbohski), nhưng nó chưa bao giờ được thành lập do Chiến tranh Ba Lan-Nga 1792.
Tỉnh Braclaw có hai thượng nghị sĩ—voivode và castellan của Braclaw. Tỉnh cũng có sáu đại biểu của Sejm—hai người từ huyện Braclaw, hai người từ huyện Winnica và hai người từ huyện Zwinogrodek. Các phiên sejmik địa phương diễn ra ở Winnica. Ngày nay, khu vực này thuộc Ukraina và Transnistria  của Moldova.
Zygmunt Gloger trong cuốn sách Địa lý lịch sử của vùng đất Ba Lan cũ đưa ra một mô tả chi tiết về tỉnh Braclaw:
Sau Liên minh Lublin, tỉnh Podolia bị Vương quốc Ba Lan sáp nhập. Ngay sau đó, phần Podolia của Ukraina nằm thấp hơn tỉnh Podole, giữa sông Dniestr và sông Boh, được chuyển thành tỉnh Braclaw. Tỉnh có ba lâu đài tại Braclaw, Winnica và Zwinogrod (...) Năm 1570, một ủy ban hoàng gia đặc biệt được thành lập để đánh dấu biên giới của tỉnh. Ranh giới phía tây của tỉnh được đánh dấu bằng sông Murachwa, và ở phía đông nam tỉnh được ngăn cách với Wallachia bởi sông Dniestr. Ủy ban đánh dấu biên giới phía bắc của tỉnh dọc theo Đường mòn Tatar Đen, và để giải quyết tranh cãi giữa các tỉnh Braclaw và Kijow, Vua Stefan Batory vào năm 1584 tuyên bố rằng đường biên giới sẽ được đánh dấu bởi sông Uhorski Tykicz (...)
Vào cuối thế kỷ 16, phần lớn tỉnh Braclaw là một cánh đồng hoang suy giảm dân cư. Đời sống chính trị và xã hội chỉ tồn tại trong vành đai nông nghiệp, nằm ngay gần các lâu đài hoàng gia. Tuy nhiên, những người định cư bắt đầu di chuyển vào miền hoang vu, thậm chí dọc theo biên giới phía nam của tỉnh, trong khu vực được gọi là Pobereze (...) Sau Liên minh Lublin, khi các vùng đất của Ukraina bị Vương quốc Ba Lan sáp nhập, cuộc sống trở nên có tổ chức hơn, với starosta, voivode, quý tộc, sejmik và tòa án theo kiểu Ba Lan (...)
Huyện Winnica nhỏ hơn nhưng đông dân cư hơn. Huyện có diện tích 200 dặm vuông, ở góc tây bắc của tỉnh, dọc theo sông Boh. Huyện Braclaw có diện tích 420 dặm vuông, bao gồm hai khu - Braclaw và Zwinogrod. Khu Zwinogrod bao phủ hoang mạc Nước Xanh, nhưng do Lâu đài Zwinogrod bị phá hủy nên nó không trở thành một huyện riêng biệt (...) Năm 1584, Stefan Batory chia khu vực này giữa các tỉnh Braclaw và Kijow, dọc theo sông Uhorski Tykicz (...)
Năm 1569, thống đốc đầu tiên của Braclaw là Thân vương Roman Sanguszko, trong khi castellan đầu tiên là Knyaz Jedrzej Kapusta. Năm 1589 Sejm Ba Lan ra lệnh rằng tất cả các tài liệu chính thức ở tỉnh Braclaw phải được viết bằng ngôn ngữ Đông Slav Cổ (...) Tỉnh này có hai thượng nghị sĩ (voivode và castellan của Braclaw), sáu đại biểu đến Sejm, và hai đại biểu của Toà án Tiểu Ba Lan tại Lublin. Hơn nữa, giống như ở tỉnh Podole lân cận, Braclaw có các thẩm phán biên giới riêng, những người hợp tác với các quan chức của chính phủ Ottoman và Hãn quốc Krym, giải quyết mâu thuẫn giữa công dân hai nước (...)
Năm 1598, Sejm ra lệnh chuyển tất cả các quần thần và sejmik từ Braclaw đến Winnica. Kết quả là, Winnica được coi là thủ phủ của tỉnh. Kể từ thế kỷ 18, dân số của khu vực tăng lên, vào năm 1791, Sejm đã thành lập một huyện khác được gọi là huyện Boh, tăng số lượng đại biểu của tỉnh từ sáu lên tám. Sau phân chia Ba Lan, chính quyền Nga đã thành lập tỉnh Braclaw (1793 - 1796), những vùng đất sau đó được phân chia giữa tỉnh Podolia, tỉnh Volhynia và tỉnh Kiev (...) 
Theo điều tra dân số năm 1625, tỉnh Braclaw có 285 ngôi làng, nhưng dân số của tỉnh tăng nhanh đến mức vào đầu những năm 1790, số lượng làng đã tăng lên 1.500 (...) Trước Liên minh Lublin, có khoảng 30 lâu đài, pháo đài và cứ điểm trong tỉnh. Năm mươi năm sau liên minh, số lượng lâu đài tăng lên đáng kể. Hầu hết chúng đều là của tư nhân, trong đó hùng mạnh nhất là tại Uman (...) Vào thế kỷ 18, tỉnh có một số dinh thự lớn của đại quý tộc Ba Lan, trong số đó có Zofiowka của gia tộc Potocki, nằm gần Uman. 
Thống đốc tỉnh (Wojewoda) có trụ sở:
- Bracław (Bratslav)

Hội đồng khu vực (sejmik generalny) của toàn thể vùng đất Ruthenia
- Sądowa Wisznia (Sudova Vyshnia)

Hội đồng khu vực (sejmik poselski i deputacki) có trụ sở:
- Winnica (Vinnytsia)

## Hành chính
- Huyện Bracław (Powiat bracławski), Bracław (Bratslav)
- Huyện Winnica (Powiat winnicki), Winnica (Vinnytsia)
- Khu Zwinogrodek hoặc huyện Zwinogrodek (powiat zwinogrodzki),
- Huyện Boh (powiat nadbohski), lập năm 1791,

## Voivode
- Roman Sanguszko (16th century)
- Aleksander Zasławski (1628–?)
- Stanisław "Rewera" Potocki (1631–1636)
- Adam Kisiel (1647–?)
- Andrzej Potocki (1662–?)
- Stanisław Lubomirski (1764–?)